# Чоглоковы

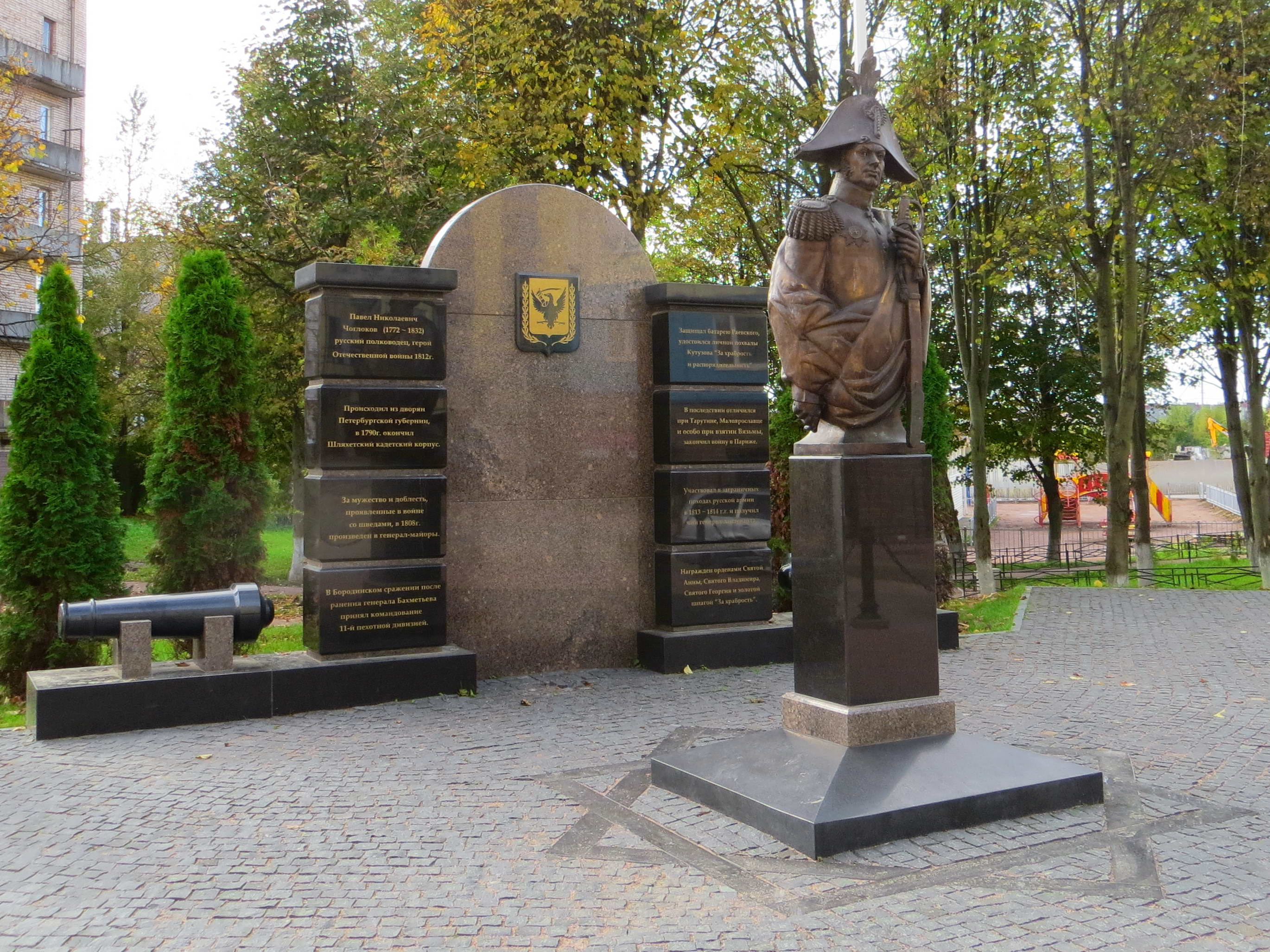
Памятник генералу П. Н. Чоглокову

Чегло́ковы (Чогло́ковы, Чуглоковы) — древний дворянский род.
Был внесён в Бархатную книгу (родословная роспись Чеглоковых была подана 19 мая 1686, а 22 декабря 1686 родословие Чеглоковых подверглось исправлениям, т.к. в старом родословце были ошибки).
Род записан в VI часть родословной книги Ярославской губернии.
Есть ещё несколько родов Чеглоковых более позднего происхождения
Однородцами Чеглоковых являются: Морозовы, Салтыковы, Шеины, Поплевины, Жестовы, Филимоновы, Скрябины, Мещаниновы, Тучковы, Брюховы, Шестовы, Русалки, Шасты, Шустовы.

## Происхождение и история рода
По родословной легенде, не заслуживающей доверия, ведёт своё происхождение от выехавшего к великому князю Александру Ярославичу из Пруссии «храброго и честного мужа» по имени Михаил Прушанич, сын которого — боярин Терентий Михайлович — отличился в знаменитой Невской битве.
По родословной росписи, родоначальник Морозовых был Иван Морозов, у которого был брат Василий Туша, а у Василия Туши был сын Филимон Васильевич, у которого было три сына: Иван (родоначальник Чеглоковых), Семён (родоначальник Шестовых, из которого была мать царя Михаила Фёдоровича — Ксения Ивановна) и Константин (родоначальник Жестовых и Русалкиных). Иван Филимонович Морозов (VII колено) имел сына Ивана Ивановича Морозова (VIII колено) по прозванию Чеглок (Чоглок), от которого и пошли Чеглоковы и Григория. Сам Иван Иванович Чеглоков имел пять сыновей: Ивана, Афанасия, Фёдора, Леонтия и Михаила (бездетен) и тринадцать внуков, которые были на поместьях в Торопце и Новгороде.
В бою под Кесию погиб Никита Чеглоков (июль 1578).
По данным Н. А. Баскакова, фамилия происходит от тюркского прозвища, означающего «забияка, человек с хохолком».

## Описание герба
В щите, имеющем золотое поле, изображены чёрный одноглавый орёл с распростёртыми крыльями и рука, облачённая в латы, с поднятой вверх саблей. Щит увенчан обыкновенным дворянским шлемом с дворянской на нём короной, на поверхности которой виден означенный в щите орёл и рука с саблей. Намёт на щите золотой, подложен с правой стороны чёрным, а с левой красным цветом.
Герб рода Чеглоковых внесён в Часть 1 Общего гербовника дворянских родов Всероссийской империи

## Известные представители
- Чоглоков Владимир Иванович — воевода в Полоцком походе (1551).
- Чоглоков Фёдор Борисович по прозванию Шефер — воевода в Литовском походе (1552).
- Чоглоков Ушата Васильевич — воевода в Вышгороде (1559), из Вильянди был послан с воеводой князем В. М. Глинским в Тарвасту (1562).
- Чоглоков Владимир Афанасьевич — воевода в Полоцке (1565).
- Чоглоков-Истома Иов Васильевич — воевода в Вязьме (1568), Озерищах (1571).
- Чоглоков Корнилий Никитич — послан князем Д. Т. Трубецким к князю Д. М. Пожарскому (1612) с просьбой о скорейшем приходе к Москве.
- Чоглоков Александр Игнатьевич — воевода в Чебоксарах (1615—1620) (два раза), московский дворянин (1627—1629).
- Чоглоков Серой — воевода в Царёвококшайске (1616), в Кольском остроге (1617—1619).
- Чоглоков Никита Александрович — воевода в Валуйках (1628—1631), в Брянске (1634—1635).
- Чоглоков Василий Фёдорович — стольник патриарха Филарета (1627—1629), московский дворянин (1636—1640), воевода в Сольвычегодске (1648).
- Чоглоковы: Михаил Степанович, Никита и Иван Александровичи — московские дворяне (1627—1629).
- Чоглоков Пётр Александрович — стольник (1627—1640), воевода в Свияжске (1648), московский дворянин (1658).
- Чоглоков Сильвестр Александрович — патриархий стольник (1627—1629), московский дворянин (1636—1668), воевода в Тюмени (1648—1649), походный московский дворянин царицы Натальи Кирилловны (1677).
- Чоглоков Сергей Иванович — московский дворянин (1627—1668), воевода в Курмыше (1648), походный московский дворянин царицы Натальи Кирилловны (1677).
- Чоглоков Феоктист Александрович — патриархий стольник (1629), московский дворянин (1636—1658).
- Чоглоков Афанасий Козмич — воевода в Старой Руссе (1650).
- Чоглоков Борис Казаринович — московский дворянин (1658).
- Чоглоков Тимофей Васильевич — стряпчий (1658), стольник (1668—1692), воевода в Чернигове (1675), окольничий (1693).
- Чоглоковы: Михаил Феоктистович, Андрей и Алексей Сергеевичи — стольники[7][8][9].
- Чоглоков, Василий Александрович (? — 1667), воевода Олонца (1650—1656, 1663—1667).
- Чоглокова, Вера Николаевна (Миних) — дочь Николая Наумовича, троюродная племянница императрицы Елизаветы Петровны, фрейлина, жена Антона Сергеевича Миниха, пользовалась вниманием великого князя Павла Петровича[10].
- Чоглоков, Григорий Иванович (1867—1921) — генерал-лейтенант Белого движения.
- Чоглоков, Михаил Иванович (ок. 1650 — ок. 1710) — выдающийся русский зодчий (здание Арсенала в Кремле, Сухарева башня, перестройка палат Аверкия Кириллова), художник.
- Чоглоков, Наум Николаевич (1743—1798) — подполковник, считался заговорщиком.
- Чоглоков, Николай Наумович (1718—1754) — отец предыдущего, камергер, воспитатель Петра III.
- Чоглоков, Павел Николаевич (1772—1832), внук предыдущего, генерал-лейтенант, владелец мызы Колтуши.